# Quatre Préludes op. 39
Les Quatre préludes opus 39 forment un cycle de préludes pour piano d'Alexandre Scriabine composé en 1903.

## Discographie
Le pianiste russe Sviatoslav Richter a joué les préludes en sol majeur et la bémol majeur.